# Верхний Сутай
Ве́рхний Сута́й (бур. Дээдэ Һyтай) — село в Мухоршибирском районе Бурятии. Входит в сельское поселение «Нарсатуйское».

## География
Расположено в 6 км к северу от центра сельского поселения — улуса Нарсата, на речке Сутай, по выходе её из хребта Цаган-Дабан в Тугнуйскую долину. Расстояние до села Мухоршибирь — 64 км.

## Население
| 2002 | 2010 |
| ---- | ---- |
| 99   | ↘70  |